# Gazaupouy
Gazaupouy település Franciaországban, Gers megyében. Lakosainak száma 245 fő (2022. január 1.). Gazaupouy Castelnau-sur-l’Auvignon, Condom, Moncrabeau, Ligardes, Pouy-Roquelaure és La Romieu községekkel határos.

## Népesség
A település népességének változása:
| Lakosok száma | 414  | 316  | 292  | 306  | 295  | 302  | 296  | 273  | 264  | 245  |
|               | 1968 | 1982 | 1990 | 2006 | 2013 | 2015 | 2017 | 2019 | 2020 | 2022 |